# Gabriele Mandel
Gabriele Mandel (Bolonya, 1924 - Milà, 1 de juliol de 2010) va ser un islamista, psicòleg, escriptor i artista italià d'ascendència turco-afganesa. Ha estat autor de nombrosos textos acadèmics sobre l'art, la psicologia i el misticisme, signant a vegades com Gabriele Mandel Khan o Gabriele Mandel Sugana.

## Biografia
Gabriele Mandel va néixer a Bolonya el 1924, fill de l'historiador Robert Mandel Jusuf i l'escriptora Carlota. En la seva joventut va mostrar interès per la música i l'art, i es va graduar al Conservatori Canneti de Vicenza. Durant la Segona Guerra Mundial va ser empresonat pels alemanys, junt amb el seu pare, per negar-se a cooperar.
Després de la guerra, Gabriele Mandel va graduar en llengües i literatura clàssica. Les seves investigacions arqueològiques i treballs de camp, especialment a l'Índia i l'Orient Mitjà, es troben en les publicacions Salomone (Salomó), La Civiltà della Valle dell'Indo (La civilització de la vall de l'Indus), Il Regno di Saba, ultimo paradiso archeologico (El Regne de Saba, darrer paradís arqueològic) i Genghis Khan. Més tard es va convertir en director de l'Institut d'Arqueologia Oriental Islàmica de Jordània. Al mateix temps, va aprofundir els seus estudis graduant-se en psicologia i experimentant amb les teories de Sigmund Freud, Carl Gustav Jung i Alfred Adler. Es va especialitzar en psicologia clínica i medicina perinatal a la Clínica Mangiagalli de Milà.
En el camp del periodisme ha escrit més de 1.800 articles. Ha estat secretari honorari de Premsa Diplomàtica i editor de les revites Europa Unita, Rinnovamento dei Valori Classici i Alfan fi âlIslàm/Art in Islam. Per acabar, fou director responsable de la revista de cultura i espiritualitat Sufismo i membre de la redacció de Jesus, revista mensual del setmanari Famiglia Cristiana.
Del seu oncle Kekian Efendi khan-i Hetimandel rûd, cap dels sufís a l'Afganistan, va heretar l'interès pel misticisme islàmic o sufisme. Va ser alumne de Si Boubaker Hamza, rector de la Universitat Islàmica de París, convertint-se en el primer scheick nakshibendi (guia d'un ordre islàmic) i després khalyfa (vicari general de l'ordre) per Itàlia de la germanor sufí Jerrahi Halveti amb base secular a Istanbul. Ha fundat la mesquita de Milà, l'any 2000, i la de Gènova, el 2005. Ha fet moltes publicacions dedicades al sufisme i l'Islam, destacant la traducció comentada de l'Alcorà patrocinada per la Unesco.
En el camp de l'ensenyament universitari, ha estat professor d'història de l'art a la Universitat Lliure de Llengües i Comunicació de Milà i d'entipologia a la Facultat d'Arquitectura de Torí. Ha sigut membre de l'Acadèmia Islàmica de Cambridge, membre fundador de la Universitat Islàmica Averrois de Còrdova, doctor honois causa per la Universitat Estatal de Konya (Turquia) i, fins a la seva mort, director emèrit de la Facultat de psicologia de la Universitat Europea de Brussel·les.
En el camp artístic, a més de fer quadres, gravats i ceràmiques participant en nombroses exposicions, ha publicat els catàlegs raonats de Botticelli, Daumier, Fragonard, Gauguin, William Hogarth, Antonello da Messina i Toulose-Lautrec.

## Obres
En ordre cronològic invers:
- L'Islam e l'Europa (2013), ed. Tipheret (raccolta postuma di saggi a cura di Nazzareno Venturi);
- Federico II, Il sufismo e la massoneria (2013) (raccolta postuma di saggi). Saggio introduttivo di Nazzareno Venturi ed. Tipheret;

- Alfabeto giapponese (2007), ed. Mondadori, Milà
- Dizionario dell'Islam (2006), ed. Electa Mondadori
- Il Mathnawì di Jalàl àlDìn Rùmì (2006), traducció del poema místic de 50.000 versos, en sis volums, ed. Bompiani.
- La musicoterapia dei sufi (2006), ed. Arcipelago
- La città immersa nelle Tenebre di Sadiq (2005), ed. Arcipelago
- Edizione economica del Corano (2005), ed. UTET
- La via al Sufismo nella spiritualità e nella pratica (2004), ed. Bompiani
- Il Nobile Corano (2003), traducció comentada, ed. De Agostini.
- Maometto, Il Profeta (2001), ed. Mondadori
- Arte Etnica (2001), ed Mondadori
- Storia del Sufismo" (2001), ed. Bompiani
- Buddha, l'illuminato (2000), ed. Mondadori
- L'alfabeto ebraico" (2000), ed. Mondadori
- L'alfabeto arabo (2000), ed. Mondadori
- La saggezza dei Sufi (1999), ed. Rusconi
- La saggezza indiana nei Veda e nel vedantismo (1999), ed. Rusconi
- Gandhi, pensiero ed opere (1999), ed. Rusconi
- Le parabole nel Corano (1999), ed. San Paolo
- L'Orologio. Storia della misura del tempo (1998)
- La magia nell' Islàm (1997), ed. Simonelli
- Maometto. Breviario (1997), ed. Rusconi.
- Confucio. Breviario (1996), ed. Rusconi
- Saggezza indiana Aforismi dalla Bhagavad gita e dallo Śrīmad Bhāgavatam (1995), ed. San Paolo
- I Novantanove Nomi di Dio nel Corano (1995), ed. San Paolo
- Psicoanalisi in gocce e pastiglie (1995), ed. Shakespeare & Co
- Storia del Sufismo (1995), ed. Rusconi
- Buddha, Breviario (1994), ed. Rusconi
- Saggezza islamica, le novelle dei Sufi (1992), ed. Paoline
- Storia dell'Harem (1992), ed. Rusconi
- Il Corano senza segreti (1991), ed. Rusconi
- Mamma li Turchi (1990), Il Canocchiale/Lucchetti
- La chiave (storia e simbologia di chiavi lucchetti e serrature) (1990), ed. Lucchetti
- Arte cinese. Arte giapponese. Arte dell'America precolombiana. Arte dell'Africa nera. Arte dell'Oceania, a Enciclopedia dell'Arte (1988), ed. Mondadori
- Recento quartine di Jalal alDìn Rùmì (1986)
- Alla ricerca dell'Io (Lezioni di storia della psicologia) (1985)
- Essere e fare. Lezioni di storia e psicologia dell'Arte (1984)
- Un sufi e i potere (Il primo libro del Gulistan di Sa`adi) (1981), ed. del Fiore d'oro
- I detti di alHallaj (1980), ed. Alkaest
- Tantra devozioni amorose (1979), ed. Franco Maria Ricci
- Gengis Khàn, il conquistore oceanico (1979), ed. SugarCo
- Come riconoscere l'Arte islamica (1979), ed. Rizzoli
- La Civiltà della Valle dell' Indo (1978), ed. SugarCo
- Salomone (1978), ed. SugarCo
- Il Sufismo vertice della piramide esoterica (1978), ed. SugarCo
- Patologia del libro, a Enciclopedia della Stampa (1976)
- Il regno di Saba, ultimo paradiso archeologico (1973), ed. SugarCo
- Palermo al tempo di Federico II°, a Le grandi capitali d'Europa (1973), ed. Mondadori
- Costantinopoli al tempo di Teodora, a Le grandi capitali della storia (1973)
- Van Gogh, la vita e l'arte (1972), ed. Mondadori
- Fragonard, Tutta l'opera di (1972), ed. Rizzoli
- Gauguin, L'opera completa di (1972), ed. Rizzoli
- Daumier, Tutta l'opera di (1971), ed. Rizzoli
- Toulose-Lautrec, L'opera completa di (1969), ed. Rizzoli
- Storia dell'Arte austriaca, a Austria, Storia, Arte, Geografia (1968) ed. Aristea
- Storia dell'Arte in Gran Bretagna e Irlanda, a Gran Bretagna e Irlanda, Storia, Arte e Geografia (1968), ed. Aristea
- Storia dell'Arte messicana, a Messico, Storia, Arte e Geografia (1968), ed. Aristea
- Storia dell'Arte spagnola e portoghese, a Spagna e Portogallo. Storia, Arte e Geografia (1968), ed. Aristea
- Storia dell'Arte egiziana e libica, a Egitto e Libia. Storia, Arte e Geografia (1968), ed. Aristea
- Botticelli, L'opera completa di (1967), ed. Rizzoli
- Antonello da Messina, L'opera completa di (1967), ed. Rizzoli
- Hogarth, L'opera completa di (1967), ed. Rizzoli
- Maometto (1967), ed. Mondadori
- Il Buddha (1967), ed. Mondadori
- Gengis Khàn (1967), ed. Mondadori
- Pensieri e massime del Buddha (1967), ed. Mondadori
- La Peinture italienne du Futurisme à nos jours (1967)
- L'uomo e l'Arte. Corso di educazione artistica per la Scuole medie (1967), ed. Aristea
- L'India. Storia, arte e geografia (1967), ed. Aristea
- Storia dell'Arte svizzera, a Svizzera, Storia, arte, geografia (1967), ed. Aristea
- Storia dell'arte greca, a La Grecia. Storia, arte, geografia (1966), ed. Aristea
- Scultura Italiana Contemporanea (1965)